# 维托里奥·夏洛亚
维托里奥·夏洛亚（義大利語：Vittorio Scialoja，1856年4月24日—1933年11月19日），是意大利王国时期法学家、外交官和政治家。夏洛亚曾以法学教授的身份从政，并担任过桑尼诺内阁的司法大臣，以及尼蒂内阁的外交大臣。他作为参议员还在1921年至1932年期间，担任意大利驻国际联盟首席代表。